# I afton dans (film)
I afton dans (franska: Le Bal) är en italiensk-fransk-algerisk musikalfilm utan dialog från 1983 i regi av Ettore Scola.

## Utmärkelser
Filmen har bland annat vunnit Silverbjörnen för bästa regi vid filmfestivalen i Berlin och David di Donatello för bästa film 1984.

## Roller (urval)
- Francesco De Rosa
- Marc Berman
- Geneviève Rey-Penchenat
- Rossana Di Lorenzo
- Monica Scattini
- Christophe Allwright
- Jean-François Perrier
- Jean-Claude Penchenat